# Avenida Uruguay
La avenida Uruguay es una de las principales avenidas del centro histórico de Lima, en la ciudad de Lima, capital del Perú. Se extiende de este a oeste, a largo de cinco cuadras.

## Recorrido
Se inicia en el jirón de la Unión, siguiendo el trazo del jirón Pachitea.